# Monument aux morts de Saint-Jean-du-Gard
Le monument aux morts de Saint-Jean-du-Gard (Gard, France) est consacré aux soldats de la commune morts lors des conflits du XXe siècle.

## Caractéristiques
Le monument est érigé dans le centre de la place Carnot, une place ombragé légèrement à l'ouest du centre-ville de Saint-Jean-du-Gard, en bordure du Gardon de Saint-Jean. Il est constitué d'un piédestal supportant la statue en pierre d'une Victoire, portant casque et couronne, tenant une épée dans sa main droite et un drapeau dans sa main gauche. Son pied gauche repose sur le fut d'un canon. Le monument est entouré d'une grille en fer forgé.
Le socle porte Une citation de Victor Hugo : « Gloire à notre France éternelle Gloire à ceux qui sont morts pour elle ».
Les faces latérales et antérieure du piédestal portent les noms de militaires de la commune, morts au combat : 114 lors de la Première Guerre mondiale, 1 lors des guerres au Levant français, 21 lors de la Seconde Guerre mondiale.
Au total, le monument mesure 6 m de hauteur sur 5 m de largeur et de profondeur.

## Histoire
Le monument est l'œuvre du sculpteur Auguste Carli,. Il est inauguré le 17 septembre 1922.
Le monument aux morts est inscrit au titre des monuments historiques le 18 octobre 2018. Il fait partie d'un ensemble de 42 monuments aux morts de la région Occitanie protégés à cette date pour leur valeur architecturale, artistique ou historique.